# Charicléa Hohenlohe
Princezna Charicléa z Hohenlohe-Schillingfürstu (roz. Ypsilanti) (8. října 1863 Paříž – 22. června 1912 Mnichov) byla aristokratka a mecenáška.

## Život
Narodila se roku 1863 v Paříži jako nejstarší ze čtyř dětí Heleny z rodiny Sinů a řeckého velvyslance ve Vídni Gregoria knížete Ypsilantiho. Jejím pradědečkem byl první baron Jiří Šimon Sina a dědečkem jeho syn Šimon Jiří Sina. Charicléa Ypsilanti se 10. ledna 1882 ve Vídni provdala za bavorského prince Filipa Arnošta z Hohenlohe-Schillingfürstu, který byl nejstarším synem pozdějšího německého kancléře Chlodwiga zu Hohenlohe-Schillingsfürst. Roku 1883 se manželům měla narodit první dcera Stephanie, zemřela však při porodu. V roce 1885 rodina přesídlila do Poděbrad a usadila se na poděbradském zámku. Po smrti Jiřího Siny roku 1876 panství zdědila jeho manželka baronka Ifigenie, která panství odkázala svým čtyřem vnoučatům, potomkům kněžny Heleny Ypsilanti. Roku 1886 tak Charicléa s manželem získali čtvrtinu poděbradského panství, přičemž Filip Arnošt Hohenlohe byl závětí určen správcem panství a roku 1903 ostatní vlastníky vyplatil.
Rodina si pro své potřeby zámek upravila. Kněžna Charicléa obývala druhé patro zámeckého křídla nad Labem a na zahradě nechala vystavět vyhlídkovou terasu. Poděbrady si manželé oblíbili. Dcera Marie (*1886) zemřela v lednu 1897 na zánět slepého střeva. V roce 1911 kněžna onemocněla rakovinou a kvůli léčbě z Poděbrad odjela. Zemřela dne 22. června 1912 v sanatoriu v Mnichově. Po smrti byla pohřbena podle řeckého ritu na knížecí hřbitov rodu Hohenlohe nacházející se v zámeckém parku v Schillingsfürstu. Pohřbu se účastnila tříčlenná poděbradská delegace vedená starostou města Janem Kvíčalou.

## Dobročinnost

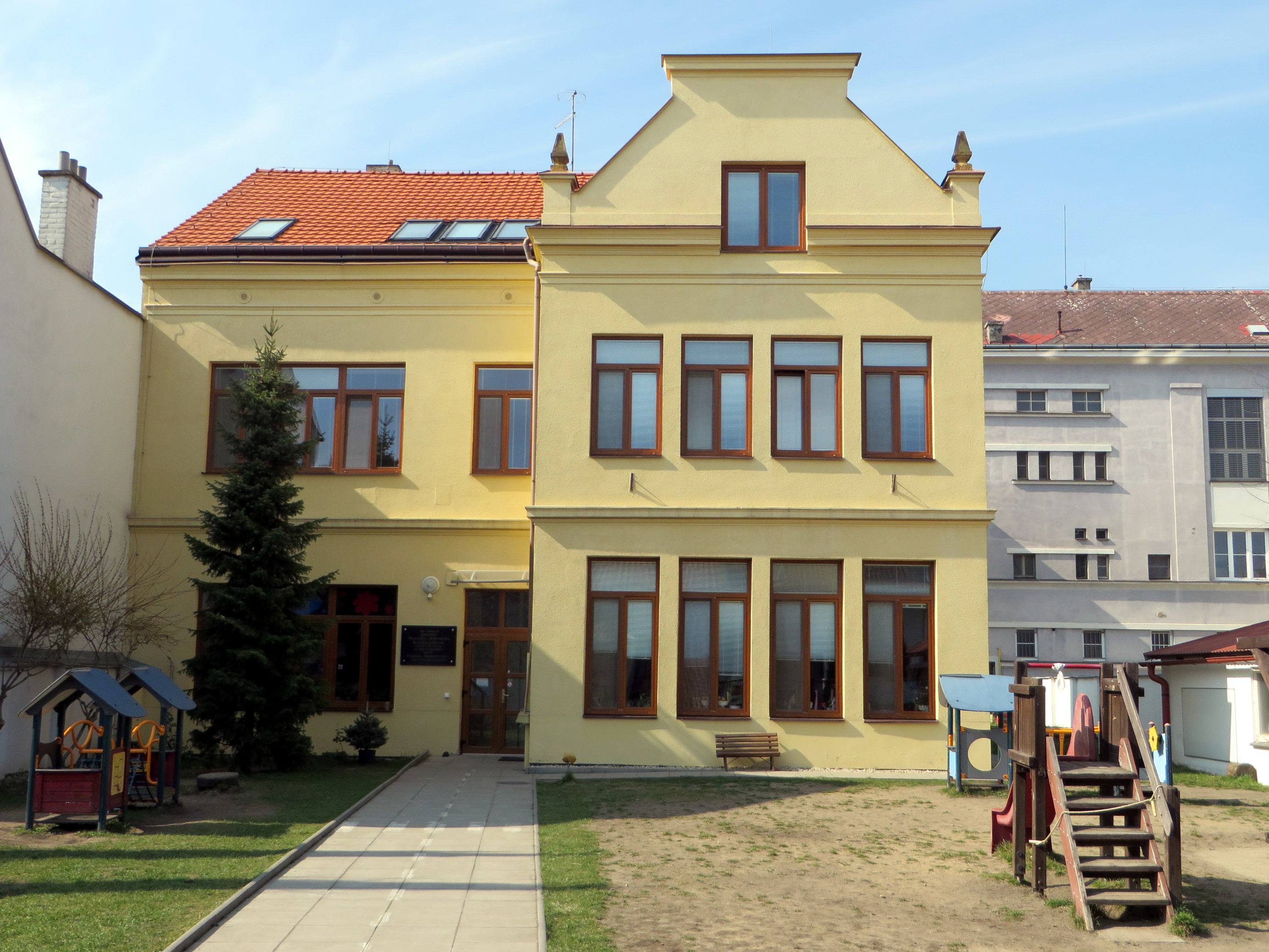
Budova někdejší opatrovny v Proftově ulici

Kněžna s manželem byli silně věřící katolíci a po příchodu do Poděbrad se stali velkými mecenáši chudých. Z výnosu panství byla financována nadace pro poděbradský okresní chudinský fond, z níž se každoročně vyplácelo 418 zlatých. Manželé také cestou do kostela rozdávali almužny, o Vánocích dávali peněžní a jiné dary, chudým věnovali obnošené šatstvo a zámecká kuchyně pro ně zčásti vařila, a to včetně celého místního chudobince.
Roku 1892 se kněžna rozhodla zřídit opatrovnu pro děti s místních chudých dělnických rodin. Pro opatrovnu koupila dům čp. 31 na Nymburském předměstí a nákladem 5000 zlatých jej opravila a následně finančně podporovala její provoz. Opatrovna byla slavnostně vysvěcena 24. srpna 1892 a v budově fungovala následujících 14 let. Roku 1906 se přesunula do nového domu v Proftově ulici čp. 309/III, který kněžně pro opatrovnu věnovala rodina stavitele Profta. Tam opatrovna zůstala až do svého zániku v 50. letech 20. století. Později byla v domě zřízena mateřská škola.
Kněžna Chariclea dále podpořila vznik místního muzea, kterému věnovala několik cenných exponátů, včetně souboru 47 sochařských karikatur Jeana-Pierra Dantana Poděbradské Dantorama. Jde o nejrozsáhlejší mimofrancouzský soubor Dantanových karikatur.

## Připomínky

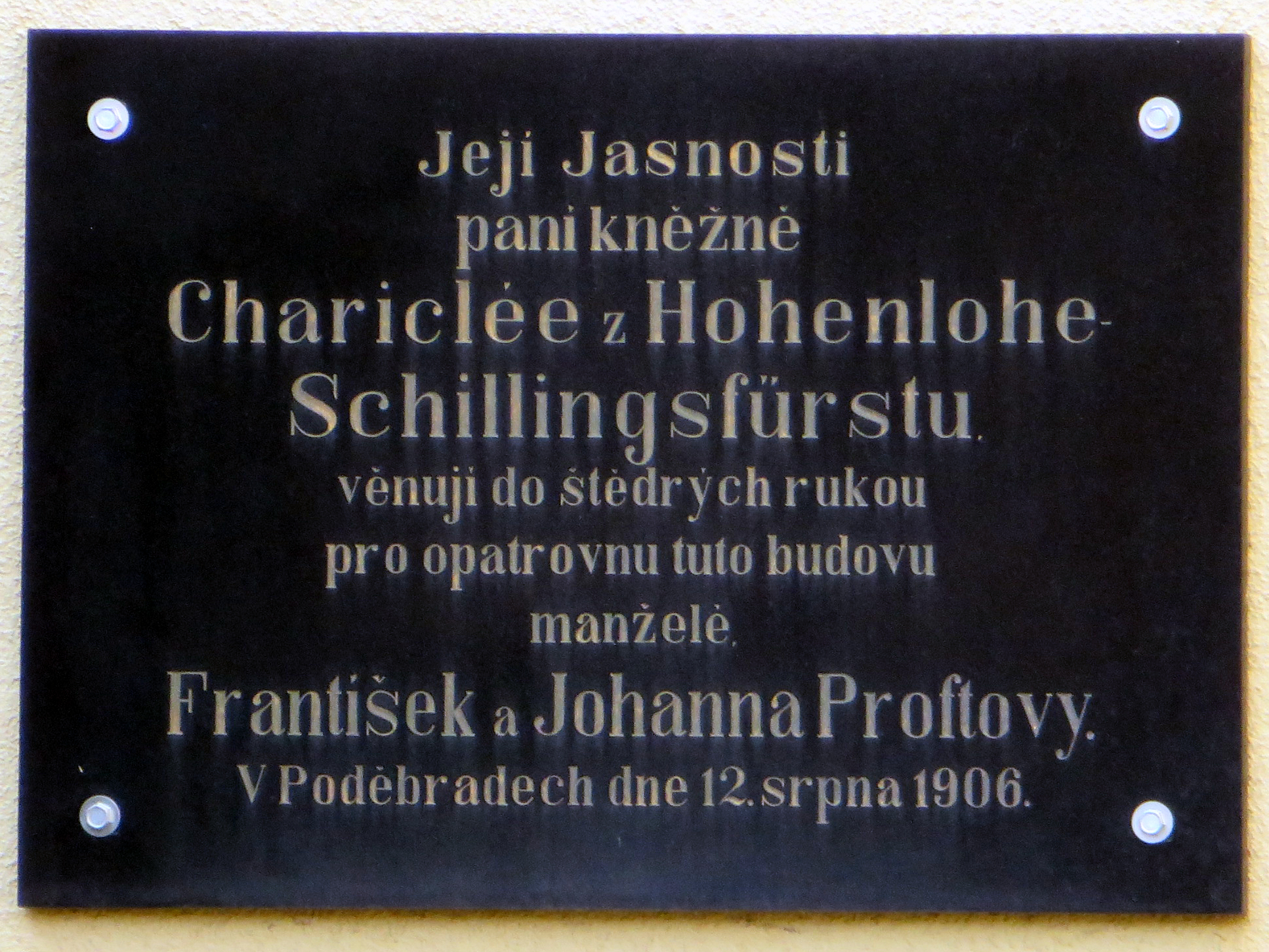
Pamětní deska na bývalé opatrovně v Proftově ulici připomíná darování budovy Františkem a Johannou Proftovými

Jeden z pramenů Poděbradky je pojmenován Chariclea. Na budově bývalé opatrovny v Proftově ulici je dodnes umístěna pamětní deska připomínající darování domu chudinské opatrovně.